# بووگ چیتو، شهرستان لینکلن، میسیسیپی
بووگ چیتو، لینکلن کانتی (به انگلیسی: Bogue Chitto) مکانی در ایالت میسیسیپی کشور ایالات متحده آمریکا است که جمعیت آن در سرشماری سال ۲۰۱۰ میلادی، ۵۲۲
نفر بوده‌است.